# Rina Kawaei
Rina Kawaei (川栄 李奈 Kawaei Rina?) (nacida el 12 de febrero de 1995) es una cantante y actriz japonesa, principalmente conocida por haber sido miembro del grupo AKB48. Estaba en el Team A. También fue parte de la unidad Anrire junto a Anna Iriyama y Rena Katō; el grupo fue artista invitado en el sencillo de Rino Sashihara, Ikujinashi Masquerade, el cual se posicionó en el puesto número uno en las tablas semanales de Oricon.

## Discografía

### Sencillos con AKB48
| Año  | Número | Título | Papel            | Notas |
| ---- | ------ | --- | ---------------- | --- |
| 2011 | 20     | "Sakura no Ki ni Narō" | Team Kenkyūsei   | No cantó en la canción del disco. Cantó en el "Ōgon Center" con el Team Kenkyūsei. Primera aparición en un sencillo de AKB48.                                                          |
| 2011 | 21     | "Everyday, Katyusha" | Team Kenkyūsei   | No cantó en la canción del disco. Cantó en "Anti" con el Team Kenkyūsei. |
| 2011 | 23     | "Kaze wa Fuiteiru" | Team 4+Kenkyūsei | No cantó en la canción del disco. Cantó en "Tsubomitachi" como Team4+Kenkyūsei |
| 2012 | 25     | "Give Me Five!" | Special Girls A  | No cantó en la canción del disco. Cantó "New Ship" con Special Girls A. Cantó en coro con Baby Blossom.                                                                                |
| 2012 | 26     | "Manatsu no Sounds Good!" | A-side           | Primera aparición en la canción principal del disco. Ahora es parte del Team 4. |
| 2012 | 27     | "Gingham Check" | Waiting Girls    | No apareció en la elección general de 2012. No cantó en la canción del disco. Cantó en "Ano Hi no Furin" con las Waiting Girls.                                                        |
| 2012 | 28     | "Uza" | Under Girls      | Cantó en "Tsugi no Season" y "Kodoku na Hoshizora". Se trasladó al New Team A. |
| 2012 | 29     | "Eien Pressure" | B-side, OKL48    | No cantó en la canción del disco; alineación determinada por un torneo de piedra-papel-tijeras. Cantó dn "Totteoki Christmas". Cantó en "Eien Yori Tsuzuku Yō ni" como parte de OKL48. |
| 2013 | 30     | "So Long!" | Under Girls      | Cantó en "Waiting Room". También cantó en "Ruby" como Team A. |
| 2013 | 31     | "Sayonara Crawl" | A-side           | También cantó en "Ikiru Koto" como Team A, y en "Hasute to Wasute" como BKA48. |
| 2013 | 32     | "Koi Suru Fortune Cookie" | Under Girls      | Posición 25 en la elección general de 2013. Cantó en "Ai no Imi wo Kangaete Mita". |
| 2013 | 33     | "Heart Electric" | A-side           | Cantó en la canción principal del disco con el nombre "Kawaey" |
| 2013 | 34     | "Suzukake no Ki no Michi de "Kimi no Hohoemi o Yume ni Miru" to Itte Shimattara Bokutachi no Kankei wa Dō Kawatte Shimau no ka, Bokunari ni Nannichi ka Kangaeta Ue de no Yaya Kihazukashii Ketsuron no Yō na Mono" | B-side           | No cantó en la canción del disco; alineación determinada por un torneo de piedra-papel-tijeras. Cantó on "Mosh & Dive". Cantó en "Party is Over".                                      |
| 2014 | 35     | "Mae shika Mukanee" | A-side           | |
| 2014 | 36     | "Labrador Retriever" | A-side           | |
| 2014 | 37     | "Kokoro no Placard" | A-side           | Posición 16 en la elección general de 2014 . También cantó en "Oshiete Mommy". |
| 2014 | 38     | "Kibouteki Refrain" | A-side           | |
| 2015 | 39     | "Green Flash" | A-side           | También cantó "Majisuka Fight" y "Haru no Hikari Chikadzuita Natsu" |
| 2015 | 40     | "Bokutachi wa Tatakawanai" | A-side           | Último sencillo en AKB48. También cantó "Kimi no Dai-ni shou", la cual fue su canción de graduación.                                                                                   |
| 2015 | 41     | "Halloween Night" | B-side           | No cantó en la canción del disco. Cantó en "Yankee Machine Gun". |

#### Con Anrire
- "Ikujinashi Masquerade" (2012) – Rino Sashihara featuring Anrire

### Otras canciones de AKB48
- Sugar Rush (2012)[15][16]

## Filmografía

### Películas
- Gekijōban Shiritsu Bakaleya Kōkō[17] (13 de octubre de 2012)
- PriPara Mi~nna no Akogare Let's Go PriPari (2016) como Mini-Falulu[18]
- Death Note: Light Up the New World (2016), Sakura Aoi[19]
- Ajin (2017) como Izumi Shimomura
- The Lies She Loved (2018) como Kokoha
- Koi no Shizuku (2018) como Shiori Tachibana
- Principal (2018) como Haruka Kunishige
- Sensei Kunshu (2018) como Aoi Nakamura
- Pokémon the Movie: The Power of Us (2018) como Lisa (voz)
- Kimi to, Nami ni Noretara (2019) como Hinako Mukaimizu (voz)

### TV dramas
- Majisuka Gakuen 2 (2011) como Rina
- Majisuka Gakuen 3 (2012) como Nanashi
- SHARK[20] (2014) como Kaede Konno
- Sailor Zombie[21] (2014) como Momoka Takizawa
- Gomen ne Seishun como Ai Jinbo
- Majisuka Gakuen 4 (2015) como Bakamono
- Majisuka Gakuen 5 (2016) como Bakamono
- Tokyo Sentimental (2016) (ep.3, aparición especial)[22]
- Toto Neechan (2016) como Tomie Morita
- Death Cash (2016) como Shi Hei
- Hayako Sensei, Kekkon Surutte Honto Desu Ka? (2016) como Fuko Moriyama
- Koe Koi (2016) como Kaori Takashima (aparición especial)
- Death Note: New Generation (2016) como Sakura Aoi
- Frankenstein's Love (2017) como Mikoto
- Fugitive Boys (2017) como Koyoi Niizato
- Idaten (2019) como Chie